# Aldeburgh Festival
Aldeburgh Festival är en engelsk festival som huvudsakligen ägnas åt musik. Den hålls varje år i juni i den lilla fiskestaden Aldeburgh på Suffolks kust.
Festivalen grundades 1948 av tonsättaren Benjamin Britten, sångaren och Brittens livspartner Peter Pears, samt av författaren Eric Crozier. Britten och Pears hade bott i Aldeburgh sedan 1942. Festivalen, som hålls varje år i juni, var från början inriktad på Brittens musik och på verk som han personligen satte högt, men efter hans och Pears död har repertoaren breddats. Nu pågår också konstnärliga aktiviteter alla tider på året. I många år uppfördes operorna i Jubilee Hall (350 platser), tills den ersatts av gamla mälteriet (Maltings) i Snape (brann 1969 men var återuppbyggt 1970 - 840 platser).
Följande scenverk av Britten har uruppförts vid Aldeburgh Festival i samarbete med English Opera Group:
- The Little Sweep - 1949
- Noye's Fludde - 1958
- En midsommarnattsdröm - 1960
- Curlew River - 1964
- The Burning Fiery Furnace - 1966
- The Prodigal Son - 1968
- Döden i Venedig - 1973